# Osebnostne lastnosti vodje
Vodenje opredelimo kot eno od štirih funkcij v procesu menedžmenta, ki obsega še planiranje (določanje ciljev in načinov za njihovo doseganje), organiziranje (določanje odgovornosti za izpolnitev nalog) in kontroliranje (nadzor aktivnosti in izvajanje korekcij). Vodenje pomeni sposobnost vplivanja na vedenje in delovanje zaposlenih ter posledično usmerjanje sodelavcev k uresničevanju zastavljenih ciljev. Kdor vodi, skrbi za oblikovanje vrednot in skupne organizacijske kulture, odgovoren je za komuniciranje, motiviranje in kadrovsko politiko (Dimovski, Penger, Škerlavaj in Žnidaršič, 2005).
Pristop osebnostnih lastnosti predstavlja enega izmed najzgodnejših pristopov v raziskovanju vodenja. V okviru slednjega so skušali najti lastnosti in veščine, ki bi posamezniku pripomogle pri doseganju vodilnega položaja in učinkovitem delovanju. Osebnost je celota duševnih, vedenjskih in telesnih značilnosti, po katerih se posameznik razlikuje od drugih. Osebnostnih lastnosti je zelo veliko, in da bi olajšali pregled nad njimi, osebnost že po tradiciji delimo v štiri velika področja. To so temperament, značaj, sposobnosti in telesna zgradba.
Pristop osebnostnih lastnosti je bil pozneje opuščen, saj ni nudil enoznačnih informacij o razlikah med vodji in ne-vodji. Poleg tega ob pojasnjevanju vedenja vodij niso upoštevali situacijskih dejavnikov. V zadnjih letih pa je ta pristop znova postal aktualen, zaradi večje konceptualne, metodološke in statistične sofisticiranosti raziskav.

## Vodja – voditelj – menedžer
Sodobnega menedžerja 21. stoletja odlikujejo tehnične spretnosti, spretnost ravnanja s človeškimi viri in konceptualne spretnosti, pri čemer se potreba po navedenih spretnostih spreminja v odvisnosti od hierarhične ravni v organizaciji. Največ tehničnih spretnosti potrebujejo nižji menedžerji. To pomeni, da morajo obvladati metode in tehnike za izvajanje specifičnih funkcij ter imeti potrebno znanje in analitične sposobnosti za reševanje problemov na določenem specifičnem področju v organizaciji. Konceptualne spretnosti so najpomembnejše za vrhnje menedžerje, ki morajo biti sposobni videti organizacijo kot celoto in odnose med njenimi deli, znati načrtovati in strateško razmišljati. Spretnost ravnanja s človeškimi viri pa pomeni sposobnost menedžerja, da sodeluje z drugimi in vključuje tudi komuniciranje, vodenje, motiviranje ter reševanje konfliktov. Vrhnji menedžerji potrebujejo za uspešno delovanje medosebno spretnost bolj kot tisti na nižjih hierarhičnih ravneh (Dimovski in Penger, 2008).
Kotter (1995) razlikuje med menedžerjem in voditeljem, pri čemer prvemu pripisuje le del v prejšnjem odstavku predstavljenih lastnosti. Uspešnega menedžerja opredeli kot posameznika, ki je izjemno discipliniran, predvsem na področjih načrtovanja in upravljanja s sredstvi, ki sistematično prouči cilje, delegira naloge za doseganje le-teh, sproti spremlja dosežene rezultate in pravočasno reagira na morebitne odklone od zastavljenega. Uspešen voditelj pa poleg navedenega oblikuje tudi jasno usmeritev organizacije, jo sporoča sodelavcem ter poskrbi, da jo vsi razumejo in vanjo kot najprimernejšo tudi verjamejo. V primerjavi z menedžerjem vidi dlje v prihodnost in ima jasno vizijo, proti kateri usmerja ostale člane organizacije (Tracy, 2010). Voditelj je uspešen pri motiviranju in je oseba, ki v organizaciji ustvarja spremembe ter pomaga sodelavcem, da se prilagodijo na spremenjeno poslovno okolje. Bolj kot k varnosti in prostemu času je usmerjen k moči in priznanju.
Po nekaterih drugih virih se menedžment in voditeljstvo razlikujeta predvsem po sposobnosti motiviranja. Menedžer ima v organizaciji, v kateri deluje "podrejene", voditelj pa "sledilce". Prvi se izogiba tveganju in išče udobje, primarno je usmerjen k ciljem, njegov stil vodenja pa je transakcijski, kar pomeni, da podrejeni naredijo, kar jim je naročeno, v zameno za plačilo. Nasprotno pa voditelj rad tvega in se odloča tudi za poti, ki bi lahko privedle do uspeha, vendar se jim drugi izogibajo, ker niso ustaljene. Usmerjen je k ljudem, prevzema tudi njihovo krivdo in si tako pridobi zaupanje ter pripadnost. Njegov stil vodenja je transformacijski oziroma preoblikovalen, saj svojim sledilcem za storjeno ne obljublja le (finančnih) nagrad, temveč jih spodbudi, da si izbran cilj tudi sami želijo.
Menedžerska moč izhaja iz organizacijske strukture, vodstvena moč pa iz osebnih virov. To pomeni, da daje menedžerju, ki vpliva na spremembo obnašanja zaposlenih tako z nagrajevanjem kot kaznovanjem, moč predvsem njegov položaj, ki izraža stabilnost, red in reševanje problemov znotraj organizacijske strukture. Nasprotno daje vodstvena moč prednost predvsem viziji, kreativnosti in spremembam v organizaciji. Namesto iz zunanjih virov pozicijske moči, izhaja moč vodje iz notranjih virov, kot so posebna znanja ali osebnostne značilnosti. Slednje pripomorejo, da se zaposleni z vodjo lažje poistovetijo, ga spoštujejo in sledijo njegovemu vodstvu (Dimovski in Penger, 2008).
Pri uporabi pojmov menedžer (angl. manager) in voditelj (angl. leader) obstaja zadrega, saj angleško besedo "leader" prevajamo tako v "vodja" kot "voditelj". V Slovarju slovenskega knjižnega jezika sta pojma opredeljena nekoliko različno, vodja je "kdor kaj vodi", voditelj pa "kdor vodi kako skupino, skupnost, organizacijo" (Pogačnik, 2008). Ficko (2011) je mnenja, da bi bilo smiselno voditelja v širšem pomenu prepoznati kot vodjo z vodstvenimi in motivacijskimi sposobnostmi. Vodja je namreč lahko vsak, ki nekaj ali nekoga vodi, tudi če pri tem ni uspešen in mu tisti, ki jih vodi, ne verjamejo in mu niso naklonjeni. Voditelj pa je tisti, ki zna poleg dokazanih vodstvenih sposobnosti pridobiti tudi zaupanje sodelavcev in jih spodbuditi, da mu pri doseganju zastavljenih skupnih ciljev sledijo. Za voditelja kot izjemnega vodjo, ki uspešno vodi organizacijo in njene člane, lahko predpostavljamo bodisi izjemne osebnostne značilnosti ali posebne sposobnosti in veščine, ki ga odlikujejo. Morda celo vse navedeno hkrati.

## Zgodovina teorij osebnosti vodje

### Teorija "velikih mož" (Great Man Theory)
"Great leaders are born, not made."
Teorija "velikih mož" je ideološka teorija, ki temelji na predpostavki, da so vodstvene sposobnosti dedne in da se uspešni vodje rodijo. Ti posedujejo edinstvene lastnosti, ki jih ni mogoče najti pri drugih ljudeh v populaciji. Teorija je nastala v 40. letih 19. stoletja, populariziral jo je pa Thomas Carlyle.
Tekom 19. stoletja je teorija "velikih mož" postala zelo popularna. Formulirali so jo na podlagi analiz vedenja pomembnih vojaških osebnosti tedanjega časa. V tem stoletju so vodilne položaje zavzemali izključno moški, te pa so nato prevzeli njihovi nasledniki. Od tod tudi ime, saj ženske niti niso dobile priložnosti, da bi se dokazale v vodenju. Herbert Spencer (1820–1903) je bil znani sociolog, ki je trdil, da so ti "veliki možje" zgolj produkt družbe, v kateri so živeli. To pomeni, da je družba oblikovala njih, in ne oni družbe.

### Kvantitativna analiza vodenja
Delo z naslovom Hereditary Genius avtorja Francisa Galtona iz leta 1869, predstavlja začetek kvantitativne analize vodenja. Bistvo tega dela je mogoče povzeti v naslednjih dveh točkah: 
- Vodenja so sposobni izredni posamezniki, ki s svojimi odločitvami lahko radikalno spremenijo tok zgodovine.
- Ti posamezniki imajo unikatne lastnosti, ki so podedovane oziroma genetsko pogojene.

Ta perspektiva je bila v raziskavah vodenja aktualna do konca 1940. oz. začetka 1950.

### Pregledne analize raziskav
"The evidence suggests that leadership is a relation that exists between persons in a social situation, and that persons who are leaders in one situation may not necessarily be leaders in other situations." (Stogdill, 1948)
Ralph Stogdill je leta 1948 analiziral 124 raziskav, izvedenih med letoma 1904 in 1947, ki so se ukvarjale z osebnostnimi lastnostmi vodij. Zaključil je, da ne obstajajo osebnostne lastnosti, ki bi bile specifične za vodje, in po katerih bi se ti ločili od drugih ljudi. Znan pa je predvsem po tezi, da je od situacijskih dejavnikov odvisno, ali bo nekdo postal vodja. Identificiral je osem osebnostnih lastnosti, ki ločujejo vodje od ne-vodij, in sicer inteligentnost, pripravljenost, uvid, odgovornost, iniciativno, vztrajnost, samozavest in sociabilnost.
Mann (1959) je primerjal rezultate 1400 raziskav osebnostnih lastnosti vodij manjših skupin. Tudi on je zaključil, da obstajajo specifične osebnostne lastnosti, ki ločujejo vodje od ne-vodij. Identificiral je naslednjih šest: inteligentnost, maskulinost, prilagodljivost, dominantnost, ekstravertnost in konservativnost. Pregledni študiji Stogdilla (1948) in Manna (1959) sta bili deležni nekaj kritik. Med osebnostnimi lastnostmi, ki jih je poudarjal Mann je tudi maskulinost, kar odraža historični kontekst v 50. letih 20. stoletja, saj so bile ženske na trgu dela tedaj še odsotne. Kljub temu je njuno delo predstavljajo pomembno podlago za nadaljevanje raziskav o vodenju.
Leta 1974 je Stogdill zopet analiziral 163 raziskav, izvedenih med letoma 1948 in 1970. Njegovi zaključki so bili tokrat nekoliko drugačni. Najpomembnejša determinanta tega, ali bo nekdo postal vodja, niso le situacijski dejavniki, temveč tudi skupek osebnostnih lastnosti.

### Model lastnosti vodje in vodenja
Stephen J. Zaccaro (2004) lastnosti vodje definira kot relativno povezan in v celoto integriran vzorec osebnostnih lastnosti, ki vplivajo na dosledno učinkovitost vodenja skupine ali organizacije. Ta definicija ima tri ključne komponente:
- Lastnosti vodje ne moremo obravnavati kot izoliranih, temveč kot integrirano celoto atributov, ki vplivajo na delovanje vodje.
- Lastnosti vodje zaobjamejo različne kvalitete osebe, ki zagotavljajo dosledno učinkovitost vodenja.
- Lastnosti vodje so stabilne v času, kar vpliva na konsistentnost delovanja vodje v različnih situacijah.

Model je nastal kot kritika predhodnih raziskav osebnostnih lastnosti vodje ter samega pristopa, kar je Zaccaro povzel v štirih točkah, ki jih je potrebno upoštevati v modelih in teorijah, katere skušajo pojasniti čim večji delež variance pri vodenju. Raziskave so se namreč v veliki meri osredotočale na nekaj lastnosti, če pa so jih vključili več, pa so bile te redkokdaj organizirane v koherentno in smiselno celoto. Prav tako se niso pogosto ukvarjali s tem, kako razne kombinacije atributov oseb napovedujejo vodstveno vedenje (npr. kognitivne sposobnosti imajo brez socialne kompetentnosti nizko napovedno vrednost). Kot tretji argument Zaccaro izpostavlja pomen situacijskih dejavnikov. Pristop osebnostnih lastnosti bi moral upoštevati situacijske dejavnike kot pomemben vir variance pri vodenju. Empirične raziskave namreč nasprotujejo Stogdillovi tezi, da posamezniki, ki so vodje v eni situaciji, niso nujno tudi v drugih (1948). Vodje so tako lahko učinkoviti v več situacijah, ki zahtevajo različne pristope. Kot zadnje še Zaccaro izpostavlja, da so nekatere lastnosti ljudi stabilne čez situacije, medtem kot so druge bolj situacijsko specifične. Glede pomena situacije pri vodenju je Zaccaro (2007) izpostavil tri pomembne argumente:
- Posamezniki s specifičnimi veščinami in strokovnim znanjem so lahko vodje v določeni situaciji, ne pa tudi v drugih, ki zahtevajo drugačno znanje in set veščin.
- Drugi argument se navezuje na učinkovitost vodenja. Vodje morajo poznati različne pristope, da lahko učinkovito delujejo v različnih situacijah, z različnimi zahtevami.
- Tradicionalne teorije osebnostih lastnosti predpostavljajo stabilnost vedenja vodje v različnih situacijah. Novejša pojmovanja pa temeljijo na predpostavki, da osebnostne lastnosti vodji omogočajo spreminjanje vedenja, ko se spremeni situacija. Te lastnosti obsegajo kognitivno fleksibilnost, metakognitivne spretnosti, socialno inteligentnost, čustveno inteligentnost, prilagodljivost, odprtost in toleranco do dvoumnosti (Boal in Whitehead; Kozlowski, Gully, Salas in Cannon-Bowers, 1996; McCrae in Costa, 1987, 1990; Ployhart in Bliese, 2006; Streufert in Swezey, 1986; Zaccaro, 2001, 2002).[4]

Fokus raziskav se je nedavno premaknil od dispozicijskih (distalnih) lastnosti k proksimalnim, predvsem znanju in veščinam. To naj bi raziskovalcem pomagalo razjasniti dilemo, ali so vodje rojeni ali vzgojeni. Medosebne razlike v proksimalnih lastnostih nakazujejo na to, da lastnosti, po katerih se vodje razlikujejo od ne-vodij, niso stabilne v času. Te lastnosti bi bilo torej mogoče razvijati. Hoffman je s sodelavci raziskoval vpliv distalnih in proksimalnih lastnosti na učinkovitost vodje. Ugotovili so, da nekatere distalne lastnosti (npr. fleksibilnost, kreativnost) visoko korelirajo z učinkovitostjo vodje, vendar to velja tudi za proksimalne lastnosti. To pomeni, da imajo tako distalne kot proksimalne lastnosti vpliv na učinkovitost vodenja.
Obe skupini lastnosti je v svoj model vključil tudi Zaccaro (2007). Ta je s sodelavci leta 2004 predstavil model, ki prikazuje kako osebnostne lastnosti vodje vplivajo na pokazatelje uspešnosti njegovega delovanja. Temelji na drugih modelih medosebnih razlik (Mumford, Zaccaro, Harding, idr., 2000) med vodji in njihovim delovanjem ter testiranimi predpostavkami o osebnostnih lastnostih vodje. Ena izmed predpostavk modela je, da vodenje izhaja iz kombinacije multiplih osebnostnih lastnosti. Skozi večje število študij so skušali maksimizirati delež pojasnjene variance vodenja, le nekaj pa jih je skušalo poiskati optimalno kombinacijo multiplih osebnostih lastnosti, ki bi vplivale na vodenje. Zaccaro je prepričan, da vodenje izhaja iz integriranega seta kognitivnih sposobnosti, socialnih kompetenc in dispozicijskih nagnjenj. Ti seti lastnosti vplivajo drug na drugega. Vodja lahko ima na primer razvite kognitivne sposobnosti, ima pa nizko toleranco do dvoumnosti in nizko potrebo po dosežkih, zaradi česar je manj uspešen pri reševanju problemov v organizaciji. Prav tako je visoka inteligentnost lahko uporabna pri obravnavi problemov in produkciji rešitev. Če pa vodja ni socialno kompetenten, rešitev ne bo sposoben izvesti.
Omenjen model vključuje integriran set lastnosti vodje, med njimi kognitivne sposobnosti, osebnostne in dispozicijske lastnosti, motive in vrednote, veščine reševanja problemov, socialne kompetence in tacitno znanje (Mumford, Zaccaro, Harding, idr., 2000). Nekatere izmed teh lastnosti so bolj situacijsko pogojene kot druge. Eskpertize in tacitno znanje sta močno povezani z zahtevami določene situacije. Po drugi strani pa so nekatere kognitivne, socialne in dispozicijske spremenljivke stabilne preko različnih situacij (Bass, 1990; Zaccaro, 2001; Zaccaro idr., 2004; Judge in Bono, 2000; Judge, idr., 2002; Lord, idr., 1986). Ta model je večstopenjski. Distalne lastnosti so namreč predhodniki oziroma indikatorji rasti in razvoja situacijsko pogojenih lastnosti (proksimalnih lastnosti). Bass (1990), Zaccaro (2001, 2004) in Yukl (2006) so natančneje opredeliti določene lastnosti, ki spadajo v posamezno kategorijo.
Primeri lastnosti
- Kognitivne sposobnosti: inteligentnost, kognitivna kompleksnost, ustvarjalnost.
- Dispozicijske lastnosti: prilagodljivost, ekstravertnost, nagnjenost k tveganju, odprtost.
- Motivi in vrednote: potreba po socializirani moči, potreba po dosežkih, motivacija za vodenje.
- Socialne kompetence: socialna in čustvena inteligentnost, veščine za prepričevanje in pogajanje.
- Veščine za reševanje problemov: metakognicija, analiza problema in produkcija rešitev, samoregulacijske sposobnosti.

## Raziskovanje osebnostnih lastnosti vodje
V pristopu osebnostnih lastnosti je bilo uporabljenih več tipov raziskav.
V prvem tipu so raziskovalci iskali osebnostnih lastnosti in veščine, ki bi napovedovale ali bo nekdo postal vodja (Lord, DeVader in Alliger, 1986; Stogdill, 1974). Primerjali so rezultate vodij in ne-vodij na merah osebnostnih lastnosti ter veščin na enakem poklicnem področju ali analizirali osebnostne lastnosti in veščine pri posameznikih, ki prevzemajo vodilno vlogo v skupinskem reševanju problemov.
Druga skupina raziskav se je osredotočala na povezavo med osebnostnimi lastnostmi in veščinami menedžerjev ter merami učinkovitosti vodenja na njihovem menedžerskem položaju (Bass, 1990; Boyatzis, 1982). Za ocenjevanje osebnostnih lastnosti in veščin so uporabili teste, samoocene ali ocene drugih ljudi, te pa so nato korelirali z merami učinkovitosti vodenja. Metaanalize teh študij nam nudijo vpogled v povezave med posameznimi osebnostnimi lastnostmi in učinkovitostjo vodenja (npr. Judge, Piccolo in Kosalka, 2009).
Tretji tip so longitudinalne študije, s katerimi so skušali najti napovednike napredovanja na delovnem mestu. Merske pripomočke, ki so jih uporabili, so testi, intervjuji in biografski podatki, ki so jih pridobili v selekcijskem postopku. Te podatke so nato korelirali z ocenami napredovanja na delovnem mestu ali drugimi pokazatelji karierne uspešnosti (npr. Bray, Campbell in Grant, 1974; Howard in Bray, 1988; McClelland in Boyatzis, 1982; Miner, 1978).
V okviru zadnjega, četrtega tipa raziskav, pa so primerjali menedžerje, ki so uspešno napredovali do najvišjih položajev v organizaciji, in tiste, ki so napredovali, vendar so bili odpuščeni, predčasno upokojeni ali so zgolj dosegli vrhunec svoje kariere, brez možnosti nadaljnjega napredovanja (McCall in Lombardo, 1983; McCartney in Campbell, 2006).

### Velikih Pet
Veliko sodobnih raziskav osebnostnih lastnosti vodje izhaja iz modela Velikih pet faktorjev osebnosti, ki ga sestavljajo nevroticizem/čustvena stabilnost, ekstravertnost, sprejemljivost, vestnost in odprtost. Ekstravertnost je najbolj povezana s tem, da nekdo postane vodja (Judge, Bono, Ilies in Gerhardt, 2002).
Hoffman in sodelavci (2011) so raziskovali povezavo med vodenjem in motivacijo za dosežke, energijo, dominantnostjo, iskrenostjo, samozavestjo, kreativnostjo in karizmo. Lord in sodelavci (1986)so prepoznali povezavo med učinkovitim vodenjem in dominantnostjo, ekstravertnostjo in prilagodljivostjo. Scott Derue in sodelavci (2011) poročajo o pomembni napovedni vrednosti vestnosti, ekstravertnosti in sprejemljivosti za učinkovito vodenje. Prilagodljivost naj bi bila ena izmed temeljnih lastnosti, potrebnih, da nekdo postane vodja in je povezana s posameznikovo sposobnostjo nadzora nad seboj ter fleksibilnostjo (Bass, 1990).

### Kognitivne sposobnosti
Vodenje organizacije je zahteven poklic, ki med drugim zahteva sprejemanje in predelavo ogromne količine informacij, za kar so potrebne kognitivne sposobnosti. Poleg tega mora vodja biti sposoben sprejemati težke odločitve in reševati nastale probleme. Za kakovostno sprejemanje odločitev mora vodja dobro poznati področje na katerem deluje – svojo organizacijo oz. podjetje, branžo, poslovne partnerje, konkurente, okolje, ipd. Že Mann je leta 1959 kot eno izmed razlikovalnih lastnosti vodje identificiral inteligentnost, ki pozitivno korelira z učinkovitim delovanjem na vodilnih položajih, uspehom na poklicnem področju in v zasebnem življenju (vključno z dohodki), višjo stopnjo izobrazbe, in predstavlja eno izmed zaželenih karakteristik vodje. Kognitivne sposobnosti vodji tudi omogočajo pogled na problem iz več različnih vidikov.

### Čustvena inteligentnost
Čustvena inteligentnost predstavlja sposobnost razumeti in pojasniti svoja čustva ter z njimi okrepiti svoje razmišljanje. Tisti vodje, ki znajo svoja občutja konstruktivno uporabiti, imajo prednost pred drugimi, ki tega ne zmorejo. Predvsem lahko vodje z visoko stopnjo čustvene inteligentnosti, ki se ne odločajo strogo racionalno, ampak s povezovanjem razuma in čustev, lažje oblikujejo močne ekipe sodelavcev in z njimi učinkoviteje komunicirajo (Mayer in Caruso, 2002).
Čustveno inteligentnost je v poslovnem svetu populariziral Daniel Goleman s svojo istoimensko knjigo.  Goleman poroča, da je čustvena inteligentnost dvakrat pomembnejša od tehničnih veščin in inteligentnosti. Čustveno inteligentnostne sposobnosti vodje lahko delimo v osebne in družbene sposobnosti. Prve določajo kako dobro obvladujemo sebe, druge pa kako uspešno upravljamo svoje odnose z drugimi. Razvrščamo jih v štiri prvine čustvene inteligentnosti: samozavedanje (čustveno samozavedanje, natančno samoocenjevanje in samozavest), samoobvladovanje (samonadzorovanje, transparentnost, prilagodljivost, želja po doseganju rezultatov, dajanje pobud in optimizem), družbeno zavedanje (empatija, organizacijska zavest, ustrežljivost) in upravljanje odnosov (navdihujoče vodenje, razvijanje drugih, spodbujanje sprememb, razreševanje sporov, timske sposobnosti in sodelovanje). Sposobnost vodij obvladovati svoja razpoloženja in vplivati na razpoloženja drugih, je torej pomemben dejavnik uspešnosti poslovanja podjetij ali organizacije. Te sposobnosti niso prirojene, temveč priučene. Vsaka posebej prispeva k učinkovitejšemu vodenju.
Resonanco ali uglašenost v organizaciji lahko ustvarja samo čustveno inteligenten vodja, ki je sposoben pri vodenju izražati strast, navdušujočo energijo in empatijo ter tako čustva usmerjati v pozitivno smer, k skupnim ciljem. V organizacijah, kjer tovrstne uglašenosti primanjkuje, zaposleni svoje delo sicer lahko opravljajo več kot zadovoljivo, vendar še zmeraj manj uspešno in učinkovito, kot bi bilo možno. Kadar vodja čustveno inteligentnost uporablja neprimerno, v delovnem okolju ustvarja vse več tako imenovane razglašenosti. Dolgoročno od sodelavcev ne more pričakovati spoštovanja in navdušenja.
Čustveno inteligentni vodje v organizacijo lažje pritegnejo sposobne posameznike. Kadar vodja poleg rezultatov poudarja še pomen čustev, predvsem v obliki delovne morale, motivacije, empatije in opore sodelavcem, bodo slednji z njim zelo verjetno z veseljem sodelovali. Če se bodo na delovnem mestu dobro počutili, je večja verjetnost, da bodo tudi njihovi delovni uspehi boljši kot bi bili sicer.

### Moč
Potreba po moči se pogosto pojavlja v literaturi (npr. McClelland in Burnham, 1976) kot napovednik boja za vodilne položaje. McClelland in Burnham poročata, da so vodje velikih, hierarhično urejenih organizacij za vodenje motivirani zaradi potrebe po avtoriteti in moči. Tisti z visoko motivacijo po moči so kot vodje najbolj delovno uspešni. Obstajata dva tipa motivacije po moči: personalizirana moč, ki je povezana s koristoljubjem, agresivnostjo, tveganjem ter impulzivnim in antisocialnim vedenjem (Magee in Langer, 2008) ter socializirana moč, ki je povezana s prosocialnim vedenjem in pogosto izbiro prosocialnega poklica (npr. medicinska sestra, učitelj).
Tip moči, ki je značilen za vodjo, se lahko konceptualizira na pet načinov (French in Raven, 1959): moč nagrajevanja (moč, da sledilce nagradi za njihova dejanja), moč kaznovanja (moč, da sledilce kaznuje za njihova dejanja), ekspertna moč (moč, ki izhaja iz ekspertnega znanja), legitimna moč (moč, ki izhaja iz pozicije) in referenčna moč (moč, ki izhaja iz spoštovanja vodje). Primeri tipov moči:
- Referenčna moč: Mahatma Gandhi ni imel legitimne pozicije ali avtoritete, ampak je bil vseeno deležen spoštovanja in lojalnosti svojih sledilcev.
- Ekspertna moč: Stephen Hawking je populariziran kvantno fiziko v svojih plodovitih delih (npr. A Brief History of Time).
- Moč kaznovanja: Vodja sindikata lahko grozi s stavko, če zahteve delavcev niso izpolnjene.
- Legitimna moč: Generalni direktorji imajo veliko legitimno moč, ki izhaja iz njihovega položaja v organizaciji.
- Moč nagrajevanja: Vsak nadrejeni, ki lahko podeli nagrado za delo (npr. bonus) ima moč nagrajevanja nad svojimi podrejenimi.[6]

### Lokus kontrole
Lastnost, ki je pomembna za učinkovitost menedžerjev, je tudi lokus kontrole. Posamezniki z notranjim lokusom kontrole vzroke za dogodke v svojem življenju pripisujejo sebi, ne pa dejavnikom, ki jih ni mogoče nadzorovati, kot to počnejo posamezniki z zunanjim lokusom kontrole. Ti so mnenja, da nimajo nadzora nad svojim življenjem. Raziskav o povezavi med lokusom kontrole in učinkovitostjo vodenja je sicer malo, vendar naj bi bil z učinkovitostjo pozitivno povezan prav notranji lokus kontrole.
Ker posamezniki z notranjim lokusom kontrole verjamejo, da imajo vpliv na svoje življenje, tudi prevzemajo odgovornost za svoja dejanja in delovanje v organizaciji. V večji meri so osredotočeni na prihodnost in proaktivni pri načrtovanju zastavljenih ciljev. Pri odkrivanju in reševanju problemov so bolj samoiniciativni, fleksibilni, prilagodljivi in ustvarjalni. Pri vplivanju na druge ljudi uporabljajo tehniko prepričevanja, ne pa prisilnih ali manipulativnih tehnik (Goodstadt in Hjelle, 1973).

### Nevrološke lastnosti
Serotonin v možganih vpliva na regulacijo emocij, kar predstavlja pomemben element čustvene inteligentnosti, ki je povezana z učinkovitim vodenjem. Pomanjkanje serotonina in povečana količina kortizola ob stresu, lahko negativno deluje na delovanje vodje. Posamezniki z visoko stopnjo serotonina lahko bolje obvladujejo stres, kar ima pozitiven vpliv na sprejemanje odločitev (Cawthorn, 1996). Poleg tega, da je pomemben za regulacijo emocij, pa so posamezniki tudi bolj veseli in optimistični.
Testosteron in kortizol vplivata na kognicijo in vedenje. Kortizol je znan kot stresni hormon, saj se v stresnih situacijah njegova količina poveča. Ugotovili so, da se zaradi dolgotrajnejše povečane količine kortizola pojavi negativno razpoloženje. Zaradi delovanja hormona testosterona pa pride do motenj v regulaciji emocij, zaradi česar so posamezniki jezni in agresivni, njihove odločitve neracionalne, pojavljajo pa se tudi nihanja razpoloženja.

### Fiziognomija
Fiziognomija so značilne poteze obraza, ki odražajo posameznikovo osebnost. V literaturi o vodenju se je pojavila kot ena izmed lastnosti, ki so pomembno povezane z zaznavo vodje. Veliko raziskav (npr. Cherulnik idr., 1990) poroča, da se pri "sledilcih" pogosteje pojavljajo pozitivni odzivi na vodjo, če njegove fizične lastnosti odražajo fizično privlačnost in zrelost.
Študije fiziognomije v povezavi z zaznavanjem vodje so pogoste predvsem na področju politične znanosti. Tako naj bi po njihovih ugotovitvah fizična privlačnost vodila do večjega političnega uspeha (Sigelman idr., 1986) in uspeha v karieri na različnih poklicnih področjih (Hamermesh, 2006; Hosoda, Stone-Romero in Coats, 2003; Mobium in Rosenblat, 2006). Posamezniki, ki so dojeti kot telesno privlačni, naj bi bili tudi na splošno deležni boljše obravnave (Dion, Berscheid in Walster, 1972; Griffin in Langlois, 2006). Martin (1978) je udeležence svoje študije prosil, naj intuitivno ocenijo avstralske politične kandidate. Njihove ocene so imele pomembno napovedno vrednost dejanskega uspeha kandidatov na volitvah. Podobno je Todorov s sodelavci (2005) študente prosil naj ameriške politične kandidate ocenijo glede na različne dimenzije – kompetence, vodenje, inteligentnost, iskrenost, karizmo in všečnost. Ocene, pridobljene zgolj na podlagi fizičnega videza, so bile visoko korelirane z izidi dejanskih volitev. Tudi v Veliki Britaniji je bila izvedena podobna študija (Banducci, Karp, Thrasher, Rallings, 2008), kjer so udeleženci politične kandidate ocenjevali z vidika osebnostnih lastnosti (npr. zanesljivost, empatija), in zopet so te ocene imele pomembno napovedno vrednost dejanskega izida volitev.
Takšne študije so informativne za kandidate, ki skušajo razviti zmagovalne strategije, so pa tudi zaskrbljujoče za tiste, ki se bojijo vpliva takšnega načina odločanja na delovanje demokratičnih držav.

### Narcisizem
Narcisizem vključuje nekatere osebnostne lastnosti, ki so pomembne za učinkovito vodenje. Takšne lastnosti so npr. potreba po spoštovanju (da je nekdo deležen pozornosti, občudovanja), močna potreba po personalizirani moči in nizka čustvena zrelost. Ugotovili so, da so nekateri najbolj in najmanj uspešni vodje narcisisti (npr. Deluga, 1998).
Narcisisti na vodilnih položajih pa imajo tudi številne negativne lastnosti. Običajno se obdajo s podrejenimi, ki so zelo lojalni in nekritični glede ravnanja vodje. Odločitve sprejemajo brez, da bi najprej zbrali pomembne informacije, saj verjamejo, da so sami dovolj informirani in talentirani. Zato tudi ne želijo sprejeti objektivnih nasvetov svojih podrejenih. Zaradi potrebe po občudovanju in poveličevanju se pogosto lotevajo tveganih projektov. Ker tudi pri tem ne zberejo podatkov, obstaja velika verjetnost, da takšni projekti niso uspešni. V primeru neuspehov pa niso pripravljeni prevzeti odgovornosti, temveč krivdo prevalijo na druge. Ekstremni narcisisti se tudi niso pripravljeni odreči vodilnemu položaju (npr. ob upokojitvi), saj se oklepajo moči, ki jim jo ta prinaša.

## Kritike in omejitve pristopa
Na področju prepoznavanja lastnosti in veščin, ki so pomembne za učinkovitost in uspešnost vodij, je sicer prišlo do napredka, vendar obstajajo nekatere metodološke in konceptualne omejitve teh raziskav.
Kritik teorije osebnostnih lastnosti je veliko. Ta pristop so označili kot preveč preprost (Conger in Kanungo, 1998), nesistematičen in pristop, ki mu primanjkuje teoretične integracije (Avolio, 2007; Bennis, 1959; Hoffman idr., 2011; Zaccaro, 2007). Zaccaro (2007) nadalje kritizira uporabo ozkih kategorij pri raziskovanju osebnostnih lastnosti, predvsem Velikih Pet. Avtorji Scott Derue, Nahrgang, Wellman, Humphrey (2011) se niso strinjali s kontinuiranim razvojem novih teorij vodenja, brez da bi primerjali ali ovrgli že obstoječe teorije.
Omejitev nekaterih raziskav je tudi ta, da avtorji pri samem konceptu raziskave niso izhajali iz teorij, zaradi česar so težko interpretirali dobljene rezultate. Kar so lahko pojasnili je, kako so specifične osebnostne lastnosti izražene in kako vplivajo na procese, povezane z akcijami ter odločitvami vodij. Mnogo raziskav prav tako ni upoštevalo konteksta vodenja. V raziskavah vedenja je pomembnost različnih osebnostnih lastnosti odvisna od narave položaja vodje, izzivov, s katerimi se srečuje, in kriterijev, ki jih uporabijo pri presojanju učinkovitosti. Prav tako bi bil potreben bolj holističen pristop, s katerim bi preverili kako so osebnostne lastnosti med seboj povezane in kako interakcija med njimi vpliva na vedenje in učinkovitost vodij. Raziskovalci so se namreč v večji meri osredotočali na posamezne osebnostne lastnosti in njihovo povezavo z vodenjem.
Nevrološke študije so se med drugim ukvarjale z vplivom endogenih steroidov (testosterona in kortizola) pri sprejemanju odločitev na finančnem trgu. Pri tem bi bilo potrebno upoštevati tudi druge dejavnike, kot so koristoljubje zaposlenih, njihova nagnjenost k izkazovanju moči in sistem nagrajevanja v organizaciji, v kateri so zaposleni (zaposleni običajno prejmejo provizijo, glede na stopnjo tveganja posla). Vsi ti dejavniki imajo lahko kumulativni učinek, katerega posledica so tvegane odločitve.
Raziskave o osebnostnih lastnostih običajno temeljijo na samoocenjevalnih merskih pripomočkih. Uporaba takšne metodologije pa je lahko do določene mere pristranska, posledično pa so pridobljeni podatki manj zanesljivi (Donaldson in Grant-Vallone, 2002). Vedenje uspešnih vodij, generalnih direktorjev, politikov in vodstvenih delavcev je sicer mogoče opazovati, vendar še vedno ne moremo vedeti o čem razmišljajo.
Socialni antropologi teoretizirajo, da so poteze, ki so v preteklosti pri naših prednikih imele prilagoditveno funkcijo (npr. fizična premoč v boju), v sodobnem svetu redundantne. Delovno okolje dandanes od uspešnih vodij zahteva drugačne prilagoditvene zmožnosti (npr. olikano vedenje; Van Vugt, Hogan in Kaiser, 2008). To lahko pojasni zakaj volivci kandidate intuitivno izbirajo na podlagi določenih fizičnih lastnosti, ne pa kognitivnih ali osebnostnih lastnosti.
Motivi kot so ambicioznost in visoka potreba po moči, so lahko pomembnejši motivatorji za vedenje ali akcijska dejanja kot pa osebnostne lastnosti (Hoffman idr., 2011). Tako vedenje pa je mogoče razvijati preko treningov in povratnih informacij, s čimer lahko zagotovimo napovednike uspešnega vodenja (Day, 2000).